# 奇克拉约
奇克拉约（西班牙語：Chiclayo，發音：[tʃiˈklaʝo]；莫奇卡语：Cɥiclaiæp）是秘鲁西北部城市。奇克拉约市区距离太平洋海滨仅13公里。总人口629,990，为秘鲁第4大城市。
这座城市最初是由西班牙探险者在16世纪建立的，当时名为圣玛丽亚-德洛斯巴耶斯-德奇克拉约（Santa María de los Valles de Chiclayo），是一个通道和其他旅行者的小镇。1835年4月15日，总统费利佩·圣地亚哥·萨拉韦里宣布该市为官方城市。他将奇克拉约命名为“英雄之城”，以表彰其公民在争取独立斗争中的勇气，奇克拉约至今仍拥有这一称号。奇克拉约的其他绰号包括“友谊之都”和“北方明珠”，因她的人民善良友好。
奇克拉约是秘鲁第四大城市，仅次于利马、阿雷基帕和特鲁希略，截至2011年，人口为73.8万。兰巴耶克区是秘鲁人口第四多的大都市区，2009年人口为972,713。该市分为三个城区，奇克拉约、拉维多利亚和何塞·莱昂纳多·奥尔蒂斯。奇克拉约大都会区由12个区组成。它是秘鲁北部人口第二多的城市，仅次于其竞争对手特鲁希略。这座城市建在一个重要的史前考古遗址——北瓦里遗址附近，该遗址是瓦里帝国7至12世纪一座城市的遗迹。这座城市也曾是莫切文化的一部分，该文化在公元100年至700年统治着秘鲁北部。西潘王是莫切的统治者，西潘木乃伊是兰巴耶克和奇克拉约市最受欢迎的旅游景点，大多数游客来自奇克拉约。兰巴耶克的西潘皇家陵墓博物馆收藏了数千件莫切文物。

## 名称
许多不同的历史记载都提到了奇克拉约的名字。一些人将其归因于一位被称为“chiclayoc”或“chiclayep”的土著男子，他在古代城市萨尼亚、兰巴耶克和莫罗佩之间运输石膏。
另一个版本声称，在这座城市建立的时候，该地区是一种名为chiclayep或chiclayop的绿色水果的家园，在莫切语中意思是“悬挂的绿色”。在卡哈马尔高地的一些城镇，南瓜被称为chiclayos，这证明这种水果是该市名字的起源。
另一个来源表明，这个词是从已灭绝的莫切语翻译而来的，来源于Cheqta这个词，意思是“一半”，yoc意思是“财产”。
其他人说，莫切语中有与这个名字相似的单词，比如Chiclayap或Chekliayok，意思是“有绿色树枝的地方”。

## 标志

### 纹章
纹章概述了该省的重要特征，例如以淡蓝色背景表示的圣母无染原罪，这是一个天主教城镇，用十字架表示，但也可以看到与历史、地理和景观相关的其他项目。

#### 描述
- “Tumi”是兰巴耶克文化使用的仪式刀，代表Naylamp。
- “海”——大海因其海洋资源和传说而一直非常重要。
- “Huerequeque”是该地区的典型鸟类，之所以这样称呼，是因为它在鸣叫的声音类似于Huere-que-que-que。

## 历史

### 前哥伦布文化

#### 莫切文化

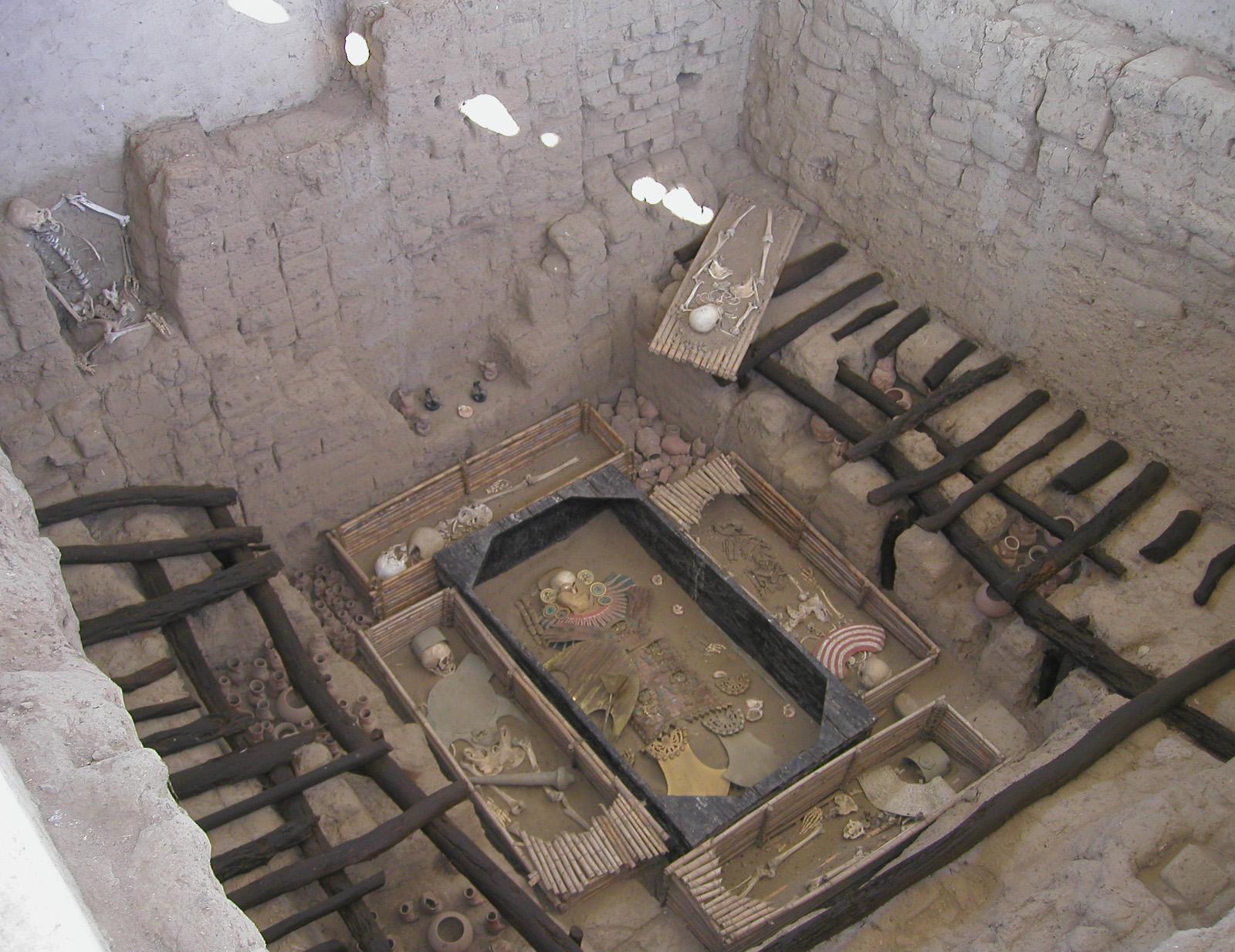
西潘王的陵墓

莫切文明始于公元1世纪至7世纪，占据了现在秘鲁北部海岸的大部分地区，包括今天安卡什、兰巴耶克和拉利伯塔德省的沿海地区。这个文明发展了广泛的水利工程知识：它的人民建造运河来创建灌溉系统，以支持农业。它们产生了盈余，支持了人口密度和强劲的经济发展。这种文化的特点是在制造装饰品、工具和武器时大量使用铜。莫切文明是秘鲁最大、最具影响力的文明之一，莫切人的遗址和考古遗址，尤其是西潘王，成为了大型旅游目的地。
在莫切时代，奇克拉约附近的大邦巴（Pampa Grande）是一个主要的地区首府。
莫切人制作了设计精美的陶瓷，代表宗教主题、人类、动物以及反映他们对世界感知的仪式和神话场景。他们以瓦科肖像画而闻名，这些肖像画保存在全国各地的博物馆中，突出了惊人的表现力、完美性和现实主义。由于厄尔尼诺现象造成的灾难，文明消失了。

#### 西坎文化
西坎文化（或兰巴耶克文化）存在于公元700年至1375年之间，占据了现在兰巴耶克省的领土，包括今天的奇克拉约。
这种文化形成于莫切文明末期，吸收了许多莫切知识和文化传统。在其高峰期（900-1100），它几乎延伸到整个秘鲁海岸。西坎文化在建筑、珠宝和航海方面表现出色。1020年前后的三十年干旱加速了这一文明的衰落，同时还发生了多起厄尔尼诺灾害。
不久之后，西坎文化的领土被奇姆帝国控制，奇姆帝国在处理金银方面吸收了西坎人的金饰技术，将其人口融入了这个王国。最后，在印加向北扩张的过程中，奇姆被印加君主帕查库特克征服，将该地区纳入印加帝国的钦察苏尤（Chinchaysuyo），直到被弗朗西斯科·皮萨罗带领西班牙人征服。

### 殖民地时期

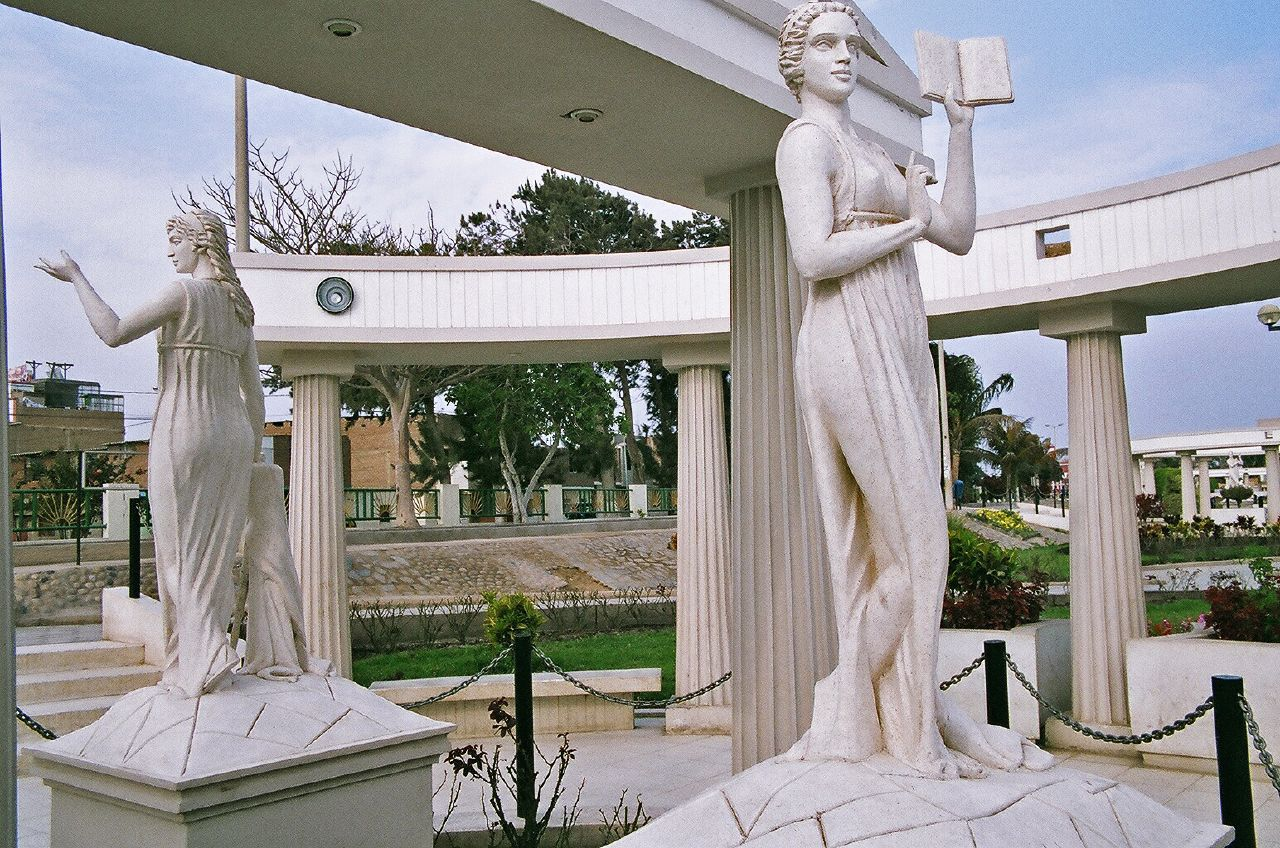
缪斯公园

16世纪初，奇克拉约有两个民族居住：辛托人和科伊克人。这些民族的首领捐赠了部分土地用于建造方济会修道院。1585年9月17日的皇家法令批准了这片土地。因此，在奇克拉约的圣玛丽亚的倡导下，在康塞普西翁的弗雷·安东尼奥神父的指导下，奇克拉约建立了一座教堂和一座方济会修道院。在建造这些西班牙建筑时，奇克拉约市成立了。与利马、皮乌拉、特鲁希略或阿雷基帕等秘鲁其他主要殖民城市不同，奇克拉约的居民主要是土著居民，而不是西班牙殖民者。
弗朗西斯科·皮萨罗在前往卡哈马卡的最后一次探险中经过了奇克拉约地区，到达了萨尼亚。在这个地方，这条路一分为二，一条向南，另一条通往卡哈马卡，后者是为了会见印加皇帝阿塔瓦尔帕，尽管秘鲁探险队的一些成员建议他继续向南前往现在的阿雷基帕。
城镇是特鲁希略省的一部分，该省有九个区，即特鲁希略、兰巴耶克、皮乌拉、卡哈马卡、瓦马丘科、乔塔、莫约邦巴、查查波亚斯、哈恩和马埃纳斯，后者以前组成了现在所说的省（圣马丁省、乌卡亚利省、洛雷托省），是秘鲁总督辖区最大的省，即今天秘鲁北部几乎所有地区；1784年至1791年，它的第一任省长是费尔南多·萨维德拉。紧随其后的是维森特·希尔·德·塔沃阿达（1791-1805年和1810-1820年）、菲利塞·德尔·里斯科·托雷斯（临时）（1805-1810年）和领导该省独立的托雷·塔格莱侯爵（1820年）。

### 共和国时期

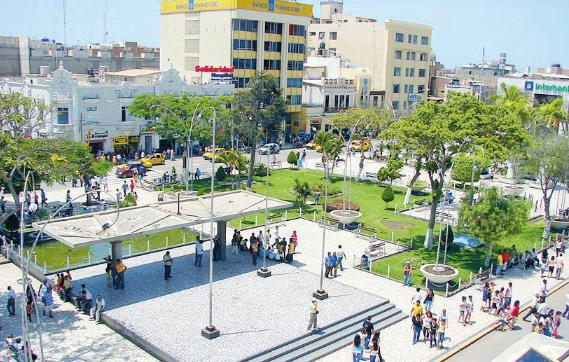
奇克拉约中央公园

在秘鲁独立战争期间，奇克拉约在最进步的克里奥尔人何塞·莱昂纳多·奥尔蒂斯、胡安·曼努埃尔·伊图雷吉、帕斯夸尔·萨科·奥利韦罗斯和其他兰巴耶克爱国者的监督下，用士兵、武器、马和其他资源支持何塞·德·圣马丁将军的解放军。
独立后，奇克拉约还是一个小村庄。1835年4月15日，时任总统费利佩·圣地亚哥·萨拉韦里宣布奇克拉约为一座城市，并宣布其为“英雄之城”，以表彰其人民在独立战争中所做的贡献。第二天，奇克拉约省成立，奇克拉约被指定为首府，然后成为兰巴耶克大区的首府。1827年，奇克拉约被提升为villa（城镇）级别。

### 现代
今天，奇克拉约是秘鲁最重要的城市之一，是秘鲁北部的金融和商业中心之一。其战略地理位置使其成为铁路、通信和汽车中心。现代风格包括大型超市、连锁银行、仓库、医院、诊所和画廊。计划中的项目海岸火车计划将苏亚纳与伊卡连接起来，其中包括奇克拉约作为车站。许多项目正在计划中，以改善这座城市。
奇克拉约也被称为“友谊之城”和秘鲁的“北方明珠”，因为它的人民善良友好。

## 行政
在奇克拉约，市长是政府首脑。市长由民主选举产生，任期四年。每个区都有一名区长，在奇克拉约市长的监督下。他们负责协调所在地区的政府行政活动。奇克拉约现任市长是哈内特·库瓦斯·卡兰萨，她于2023年当选，接替了马尔科·加斯科·阿罗瓦斯。

### 分区
奇克拉约市中心由三个区组成：奇克拉约区、何塞莱昂纳多奥尔蒂斯区和拉维多利亚区。中心城市的外围还有其他三个区：皮门特尔区、波马尔卡区和雷克区。各区被细分为住宅开发区。总陆地面积为252.39平方公里。
1992年，一项名为“奇克拉约2020”的城市发展计划提议将皮门特尔、波马尔卡和雷克并入到奇克拉约市。该计划于2016年被《领土合作计划》（PAT）和《城市发展计划》（PDU）取代。

### 大都会区
奇克拉约是奇克拉约-兰巴耶克大都会区的一部分。大都市区包括上述奇克拉约的六个区，以及其他六个区：兰巴耶克、圣罗萨、埃滕港、埃滕市、蒙塞福和雷克。大都市区60%的人口集中在奇克拉约的六个区。大都会区包括奇克拉约中心和邻近地区，包括省会兰巴耶克，其中一些地区是卧室社区，为奇克拉约提供商品。

## 地理

### 位置
奇克拉约距离太平洋13公里（8.1英里），距离特鲁希略市208公里，距离秘鲁首都和最大城市利马770公里（480英里）。它海拔27米（89英尺）。与特鲁希略非常相似，奇克拉约的冲浪条件很好，皮门特尔是该市最受欢迎的海滩区。

### 气候
奇克拉约属于温暖干燥的沙漠气候，终年阳光明媚。由于奇克拉约市位于赤道附近的热带地区，天气应该是炎热、潮湿和多雨的。然而，它主要类似于亚热带气候，舒适干燥。这是由于被称为“旋风”的强风，一年中大部分时间气温较低，气候温和，但夏季气温升高的月份除外，因此夏季人们通常在埃滕港和皮门特尔等度假胜地度过。在夏季（12月至5月），白天温度从27°C到30°C不等，晚上温度在19°C到21°C之间，在2月至3月期间，白天温度达到31°C到33°C的峰值，晚上温度达到22°C到23°C。这使其成为在埃滕港和皮门特尔度假胜地度过夏天的理想城市；这使得它与秘鲁中部海岸的其他地区不同，因为它的夏天更长（6个月），更热，热带的夜晚闷热，通过抵消白天秘鲁海典型的冷水热量，使海滩日更加宜人。因此，7月至9月的冬季比该国中部海岸温和、凉爽、温和得多，晴天更多，白天气温更高，在21°C至24°C之间，夜晚有风但湿度较低，几乎完全没有特鲁希略、钦博特或利马的典型的garúa（毛毛雨）。每隔7年、10年或15年，由于厄尔尼诺现象，夏季会出现超过35°C的高温，定期降雨和河水极端增量。在1998年2月的厄尔尼诺现象期间，该市有史以来最强烈的风暴造成了每天100毫米的降雨量。

## 人口

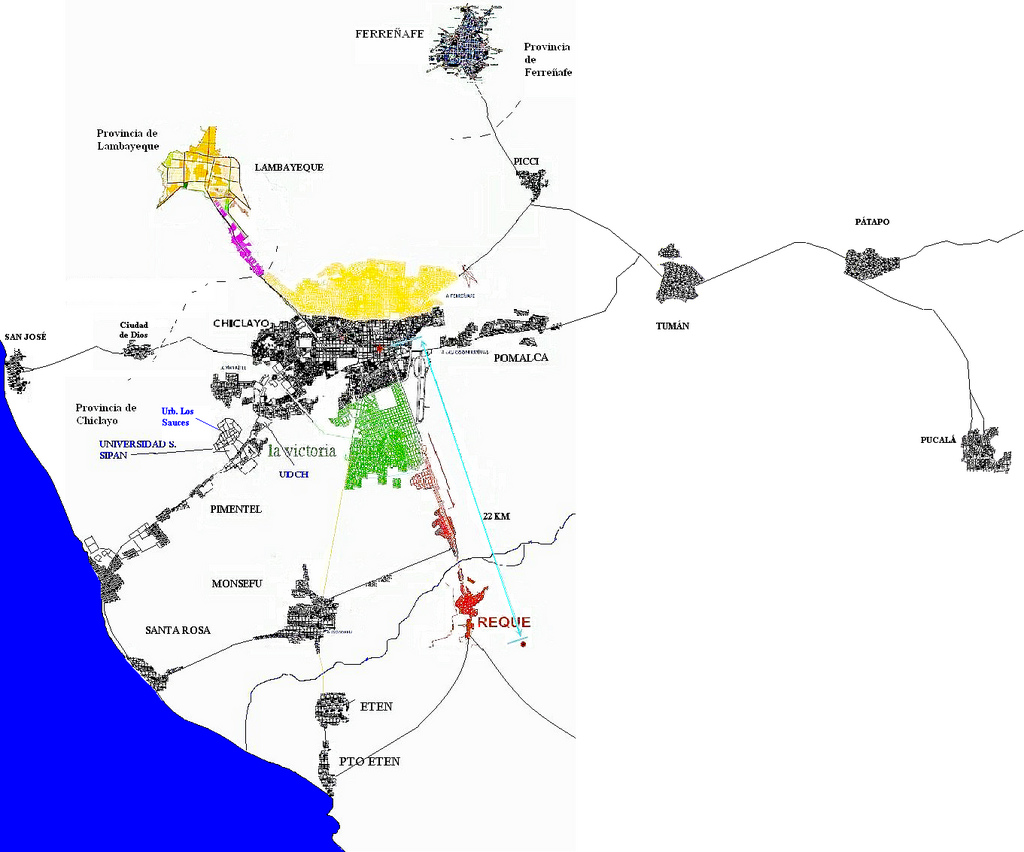
奇克拉约及周边地区地图

根据2007年进行的人口和住房普查，奇克拉约市六个市辖区内有574,408人居住。大都会区人口930,824；它包括附近的其他城市，如蒙塞福和兰巴耶克，在十分钟半径内的铺面公路上。在30分钟的范围内，按照等级顺序，有费雷尼亚菲、圣罗萨、埃滕、伊伊莫和图曼。奇克拉约位于钱凯河三角洲的中心，在一个肥沃的山谷里。这座城市是秘鲁第四大城市，仅次于利马、阿雷基帕和特鲁希略。
据奇克拉约规划总监介绍，到2020年，属于兰巴耶克省的圣何塞区将与奇克拉约市完全融合。该区人口有12,156人。该区的大部分区域与奇克拉约其他地区一起进行城市化。

## 文化与教育

### 博物馆

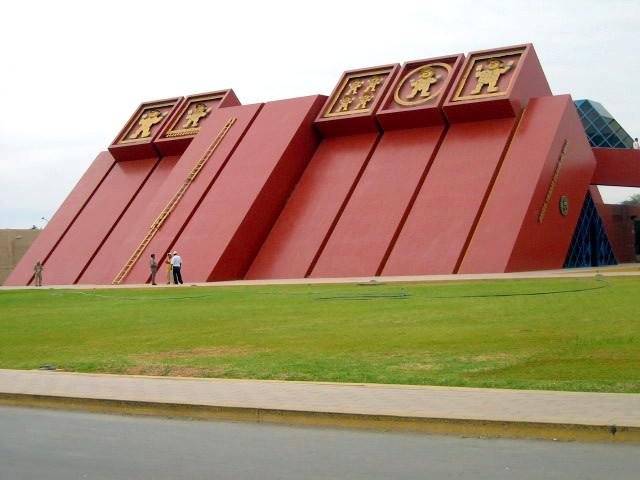
位于奇克拉约郊区兰巴耶克的西潘皇家陵墓博物馆

奇克拉约以拥有秘鲁最好的博物馆之一而闻名，其中最著名的是西潘皇家陵墓博物馆，该博物馆位于奇克拉约大都会区的兰巴耶克市。奇克拉约的其他博物馆包括类似于西潘皇家陵墓博物馆的瓦卡·拉哈达博物馆和汉斯·海因里希·布鲁宁国家博物馆。
以下是该地区的博物馆列表：
- 瓦卡·拉贾达-西潘博物馆[8]
- 西潘皇家陵墓博物馆[8]
- 西潘国家博物馆[8]
- 汉斯·海因里希·布鲁宁国家博物馆[8]
- 图库梅金字塔山谷博物馆[8]
- 西潘现场博物馆是最新、最小的博物馆。[8]

### 食物

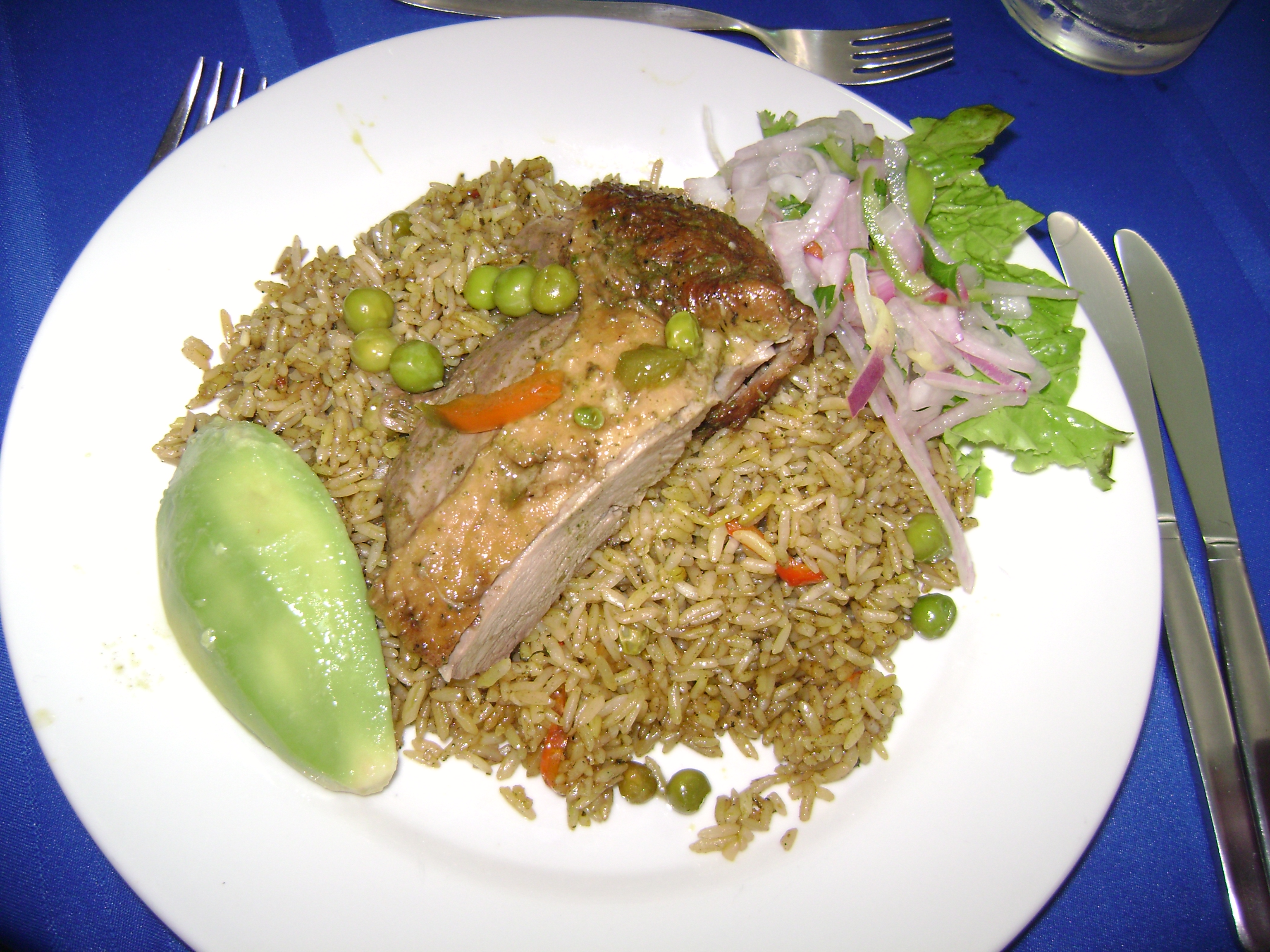
奇克拉约特色鸭肉饭

奇克拉约和兰巴耶克省最受欢迎的菜肴是奇克拉约鸭肉饭（Arroz con pato）以及abrito a la norteña。鸭肉饭，顾名思义，又辣又酸，含有浸在大蒜和醋中的鸭子和辣椒。Abrito a la norteña与煮熟的丝兰、羊肉、米饭和豆类一起食用，其中皮乌拉的一种变种含有塔马利而不是丝兰。兰巴耶克罗切，也被称为南瓜罗切，是奇克拉约常见的一种水果，可以追溯到前西班牙时代。

### 体育
足球是奇克拉约最受欢迎的运动。奇克拉约当地最受欢迎的足球俱乐部是秘鲁乙级联赛的胡安奥里奇，他们曾经获得2011年秘鲁足球甲级联赛的冠军。奇克拉约的其他足球俱乐部是卡洛斯·斯坦因足球俱乐部和皮拉塔足球俱乐部。奇克拉约斯的主要和最大的体育场是埃利亚斯·阿吉雷体育场，可容纳24,500人，曾举办过2004年美洲国家杯和2005年在秘鲁举办的国际足联U-17世界锦标赛。奇克拉约的其他流行运动是排球、篮球和橄榄球。

### 教育
以下是位于奇克拉约的大学名单：
- 莫格罗维霍圣托里比奥天主教大学[9]
- 私立胡安梅希亚巴卡大学[9]
- 西潘成人大学[9]
- 奇克拉约私立大学[9]
- 兰巴耶克大学[9]
- 圣马丁德波雷斯大学[9]
- 塞萨尔·瓦莱霍大学[9]
- 阿拉斯秘鲁大学[9]
- 德意志联邦共和国研究所[9]
- Senati，国家工业培训服务中心[9]

注：佩德罗·鲁伊斯·加约国立大学不在奇克拉约，但在兰巴耶克市附近，距离11公里（6.8英里）。

## 景点

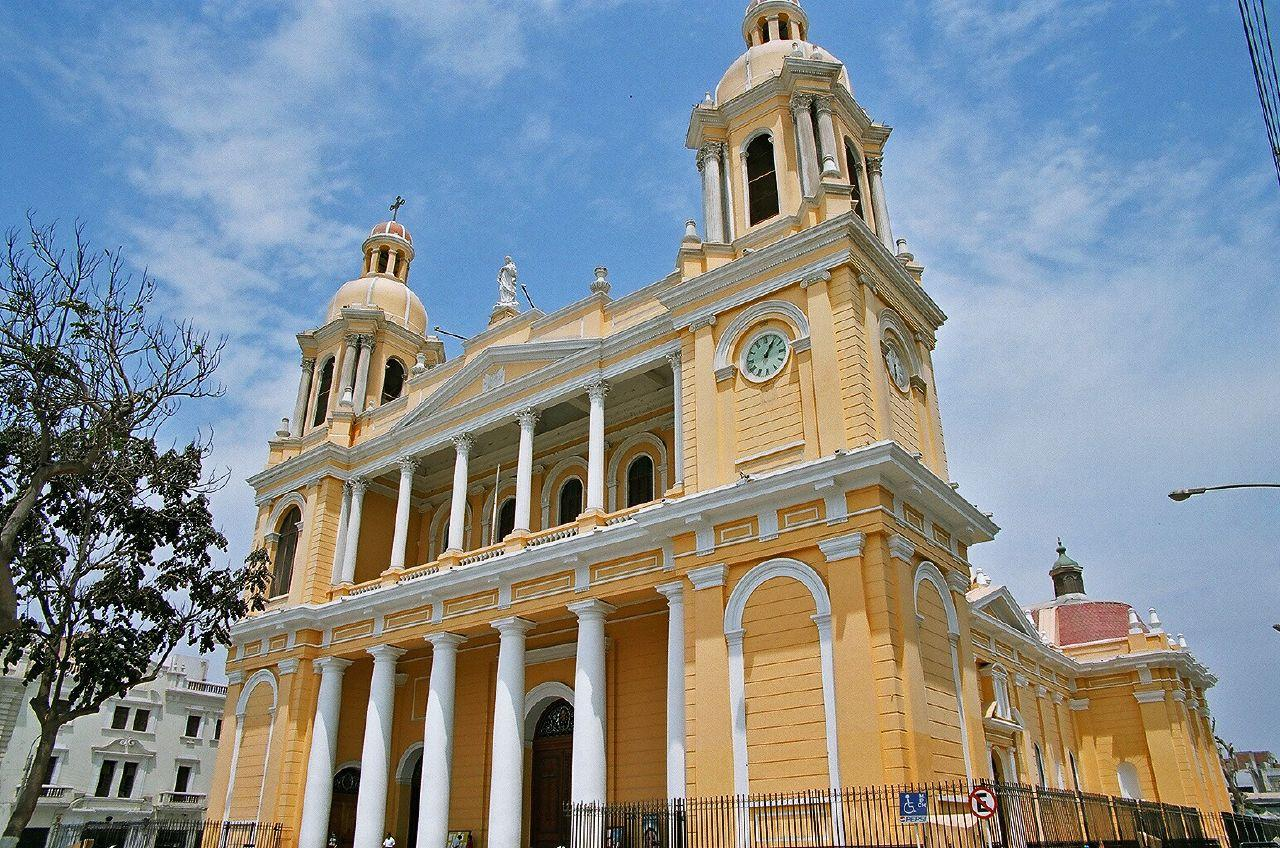
奇克拉约大教堂前立面

兰巴耶克省是该国旅游业最发达的地区之一。它是莫切人古老文明的家园，莫切人创造了古代秘鲁已知的一些最巧妙的纪念碑和艺术品。1987年，发掘了古代莫切统治者的皇家陵墓。墓中发现的文物被转移到兰巴耶克市的西潘皇家陵墓博物馆。还有位于费雷尼亚菲的布鲁宁博物馆和西坎博物馆。这些博物馆展示了古代莫切人制作的宏伟古代艺术品。图库梅金字塔也在这个地区。2007年，超过306,000名游客参观了兰巴耶克博物馆。这里有20多座土坯金字塔，所有这些金字塔都有40米（130英尺）高，植被和野生动物丰富。该地区还有查帕里生态保护区，拥有丰富的生物多样性。兰巴耶克省拥有秘鲁最好的美食。这个地区最受欢迎的菜肴是Arroz con Pato（鸭肉饭）。该省首府奇克拉约市是秘鲁北部第二大城市，夜生活充满活力。

### 主公园
它位于奇克拉约的中心，分为两部分，有一个游泳池，配备了三个水阀，可以产生三股水柱，形成秘鲁国旗。她周围有购物中心、RENIEC、大教堂、皇家酒店、热带和殖民地老电影院剧院和共和国建筑，以及许多游客或公民喜欢的地方。它的实际设计，几乎没有修改，建于1969年，一块仍然存在的青铜板将设计归功于建筑师卡洛斯·加利多·莱卡。

### 大教堂
位于城市的主广场，采用新古典主义风格建造，由古斯塔夫·埃菲尔设计，于1869年建造。封面由两个主体组成，由多立克柱式支撑。第一个位于三个拱门前。第二个是科林斯式的柱顶，其柱廊之间可以欣赏阳台或凸窗。立面两侧有尖顶，尖顶上有圆顶。里面有三个主体，突出了穷人基督的雕塑和安东尼奥之家。大教堂建筑于1945年左右完工；然而，教堂的钟是在1961年安装的。

### 市政厅
它位于主公园的北侧，位于圣何塞街823号。优雅的建筑建造（1919年），耗资30,000多英镑；1924年完成。它具有共和国风格，有大窗户和锻铁大门。副市长何塞·巴雷托·桑切斯与其对手之间令人痛惜的政治争吵引发的火灾部分摧毁了这座城市，当时恢复了市长阿图罗·卡斯蒂略·奇里诺斯的职位，他试图依靠宪法法院的裁决来恢复这一职位，而他在2006年10月当选的任期刚刚结束两个月，它已修复并作为博物馆运营。会议室每年在特殊仪式和活动中使用几次。

### 维罗妮卡教堂
位于托雷斯·帕斯街294号。建于十九世纪末。1987年被宣布为国家历史古迹。祭坛上覆盖着金盘子和银。

### 圣安东尼奥大教堂
它位于托雷斯·帕斯街和路易斯·冈萨雷斯街的交汇处。圣安东尼奥是奇克拉约赤脚神父们的故乡，拥有现代而简单的建筑（1949年）。主厅相当大，有拱门，祭坛上立着用多色木雕铰接的十字架。

### 埃利亚斯·阿吉雷广场
埃利亚斯·阿吉雷广场位于埃利亚斯阿吉雷街和圣何塞街之间。这是旅客在埃滕火车站下车时看到的第一个地方。这座雕像由秘鲁雕塑家大卫·洛萨诺制作，建造于1924年，是为了纪念1879年安加莫斯战役中的奇克拉约英雄埃利亚斯·阿吉雷而竖立的。

### 何塞·埃乌菲米奥·罗拉·罗拉市立图书馆
是秘鲁最大的图书馆之一。但由于管理不善，缺乏任何形式的投资，它的收藏非常差，而且总是过时。它也没有目录、互联网和多媒体等服务，也缺乏专业管理，年预算不到18,000美元。它没有分支机构（位于地区首府需要四到五个分支机构），应该优先考虑并制定一个严肃的投资计划。收藏不到10,000件，主要是旧书刊，而应该有50000到90000个标题，有组织并不断更新。

### 市民中心
埃滕火车站关闭后，土地被分配给市民中心。第一座建筑是奇克拉约中央邮政局（现SERPOST），接下来是国家银行，然后是JELyL市立图书馆，接着是SUNAT大楼，新的兰巴耶克司法高级法院，最后是兰巴耶克的公共部长（检察官）。它位于主公园以西八个街区，靠近奇克拉约省政府的新办公地点，目前在共同奇克拉约大楼一起运作。

### 儿童公园
它是该市最大、最古老的公园之一，拥有许多休闲区，还有一个大型户外景观舞台，以及来自世界各地的植物物种，沿着公园的道路分布，最后有一个温室，所有这些都在1.8公顷（4.4英亩）的地区内。它也是城市中分布的众多童子军团体之一的所在地。

## 交通

### 航空

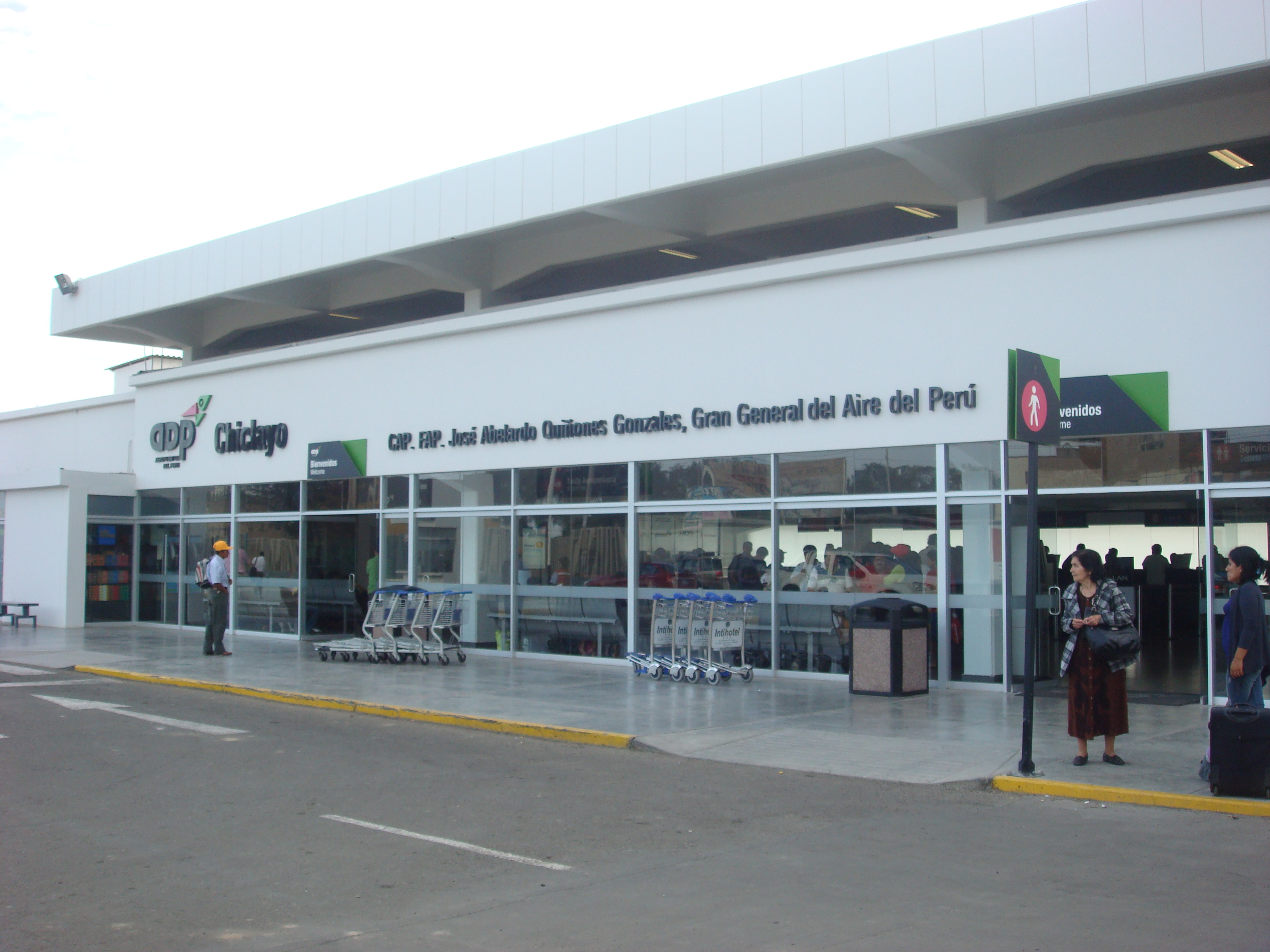
奇克拉约机场航站楼入口

秘鲁空军机长何塞·阿贝拉尔多·奎尼奥内斯·冈萨雷斯国际机场（IATA:CIX，ICAO:SPHI）是服务于奇克拉约和周边大都市区的主要机场。它由ADP运营，ADP是一家私人机场运营商，在秘鲁北部运营着多个机场。该机场拥有国内航空公司、国际航空公司的航班和燃料供应服务。航站楼有一条2520×45米（8268×148英尺）的跑道。
四家航空公司为奇克拉约国际机场提供服务；秘鲁捷聪航空、秘鲁南美航空和秘鲁星航空为利马提供国内服务。2016年7月，巴拿马航空公司开通了奇克拉约与其巴拿马枢纽之间的直飞航班，使其成为有史以来第一个抵达该市的国际航班。总部位于美国的精神航空表示有兴趣从其位于美国佛罗里达州劳德代尔堡的枢纽为奇克拉约提供服务。秘鲁星航空于2023年12月开通了前往塔拉波托和伊基托斯的目的地。

### 陆路
奇克拉约因其地理位置而成为该国东北部各城市的互联点，并拥有各种巴士公司，为利马、特鲁希略、皮乌拉、卡哈马卡、乔塔、库特尔沃、巴瓜、哈恩、查查波亚斯和通贝斯等城市提供服务。
为了充分满足交通需求，该市有两个不同的陆路码头，一个位于城市南端，另一个位于泛美公路北端。许多公交公司都有自己的终点站，其中许多位于市中心附近和附近地区。这些省际巴士造成了奇克拉约市中心的拥堵。为了解决这个问题，市政府提出了在该市建造一个中央车站的计划。
从地区上看，有各种不同的公共服务，如combis、cousters、colectivos，它们在兰巴耶克省区内和省内提供服务。还有大量的私人出租车在市中心不停地按喇叭，造成了大量不必要的噪音污染。

## 姊妹城市
奇克拉约有以下友好城市：
- 阿根廷班菲尔德
- 委內瑞拉博科诺
- 昆卡
- 洛哈

## 著名人士

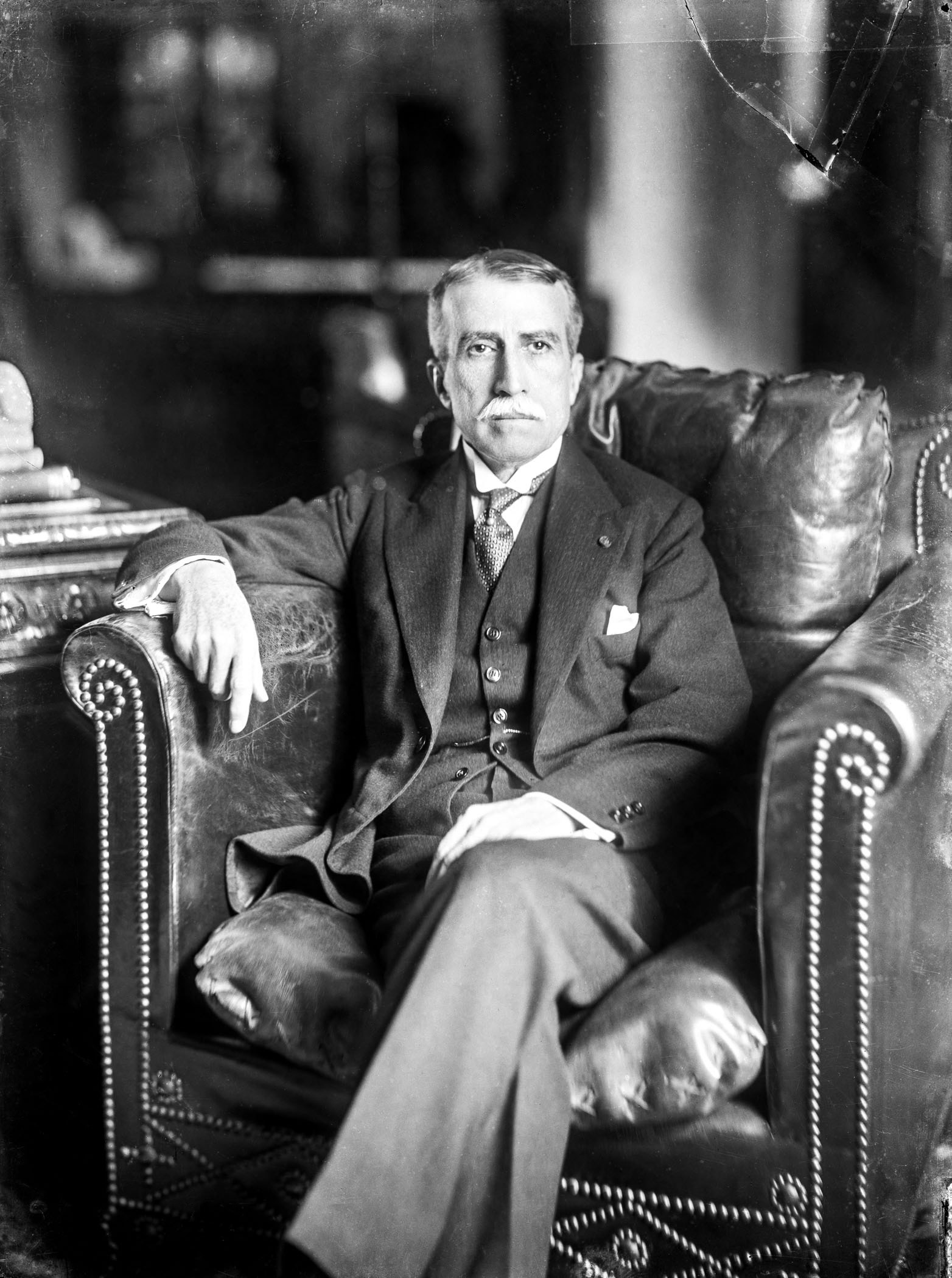
奥古斯托·雷吉亚是秘鲁至今任职时间最长的总统

- 何塞·奎诺内斯·冈萨雷斯。秘鲁民族航空英雄；1914年4月22日，他出生在奇克拉约省海岸的皮门特尔区，在圣何塞市奇克拉约国立学院学习小学教育，然后转学到利马，在圣心雷科莱塔学院继续接受中学教育，在瓜达卢佩圣母国立学院毕业，然后继续在秘鲁担任空军飞行员。在与厄瓜多尔的冲突中作战时，他被厄军的大炮击中，没有从飞机上跳伞逃生，而是直接撞向敌人的目标，英勇牺牲。
- 奥古斯托·莱吉亚。秘鲁宪法总统（1908-1912/1919-1930）;（1863年2月19日-1932年2月6日，生于兰巴耶克）是秘鲁政治家，曾四次担任秘鲁总统：1908-1912年、1919-1925年（前有过渡期）、1925-1929年和1929-1930年。在后面的三个时期，总共延续十一年，统称为Oncenio。莱吉亚共执政15年，是秘鲁总统执政时间最长的一位。
- 路易斯·卡斯塔涅达·洛西奥。利马市长（2005-2010年）（2015-2018年）；全名奥斯卡·路易斯·卡斯塔涅达·洛西奥（西班牙语：Óscar Luis Castañeda Lossio，1945年6月21日－）是秘鲁律师和政治家，民族团结党创始人和主席；在2000年秘鲁大选和2011年秘鲁大选中竞选总统，均排名第五。2003年1月至2010年10月，他曾担任利马市长，辞职后第二次竞选共和国总统。
- 赫拉尔多·帕斯托尔·博希亚诺。奇克拉约市长（1970-1974）；扩建了北巴尔塔大道，并特别重建了该市的横向部分，尊重了原始设计。在奇克拉约建造了公民中心、市图书馆大楼，然后建造邮局、国家银行，现在是公共部和司法宫的所在地。他引导科伊斯水渠，然后开始建造莱吉亚大道。从博洛涅西开放南巴尔塔大道，重建萨拉韦里大道。他一直为奥尔莫斯灌溉项目而奋斗，该项目如今已成为现实。
- 耶乌德·西蒙·穆纳罗。前内阁部长级领导人；耶乌德·西蒙是一位兽医、秘鲁社会学家和政治家。2008年10月10日，他被任命为秘鲁总理，接替豪尔赫·德尔卡斯蒂略，任期至2009年7月11日。卸任总理后担任秘鲁国会议员直至2016年。
- 爱德华多·奥雷戈·贝拉科尔塔，建筑师，也曾担任过利马市长（1981-1983）。
- 贝拉斯克斯·奎斯奎恩。律师和政治家；主持国会，并于2009-10年担任内阁首脑；全名安赫尔·哈维尔·贝拉斯克斯（生于1960年3月12日，秘鲁兰巴耶克埃滕）是一位律师、宪政主义者和秘鲁政治家。大学时代开始成为APRA成员，自1995年以来在秘鲁共和国兰巴耶克选区的国会代表。2009年7月11日至2010年9月13日担任秘鲁总理。
- 塔尼娅·利贝塔德，国际歌手